# Source de la Sauvenière

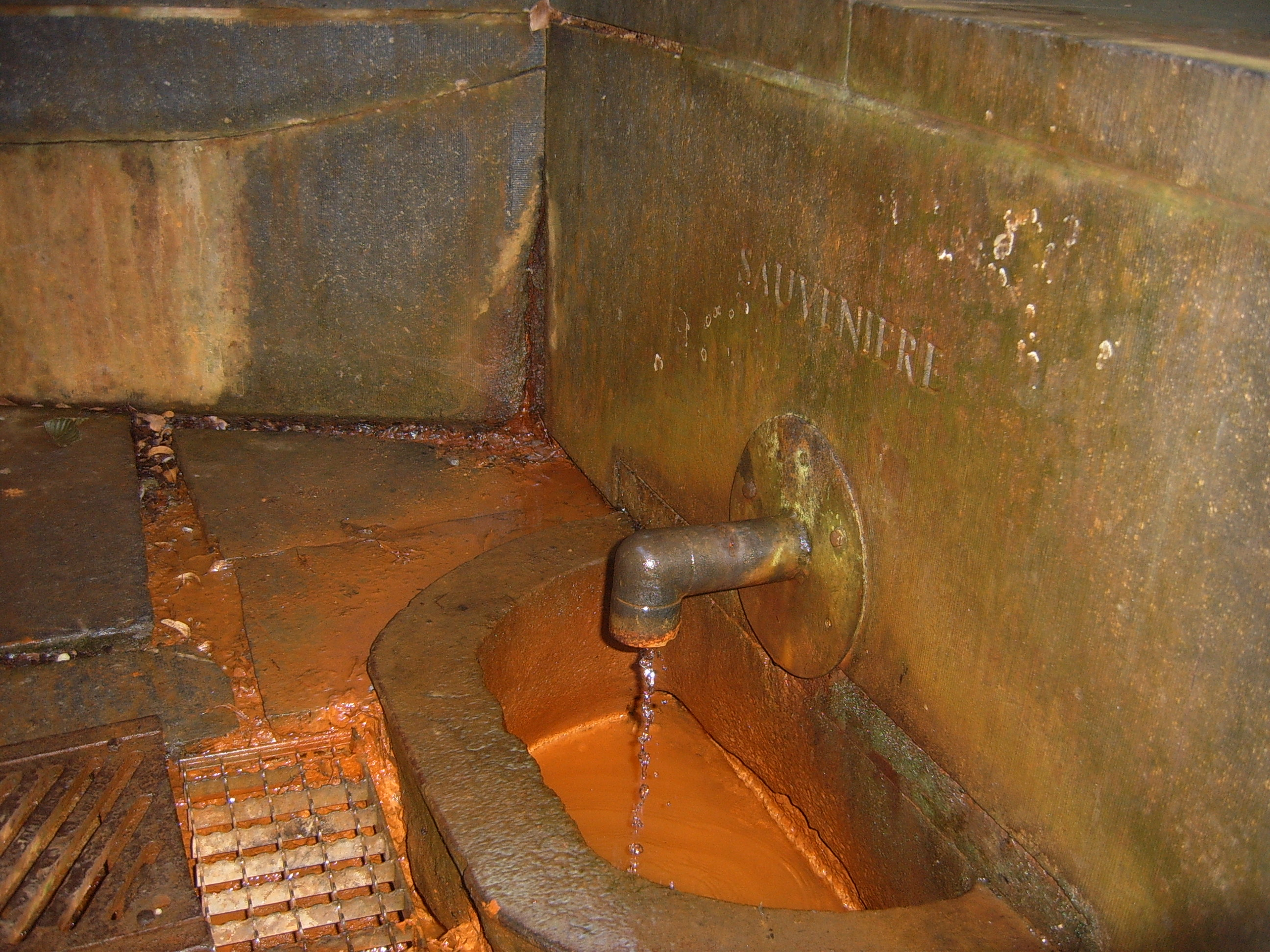
Source de la Sauvenière.

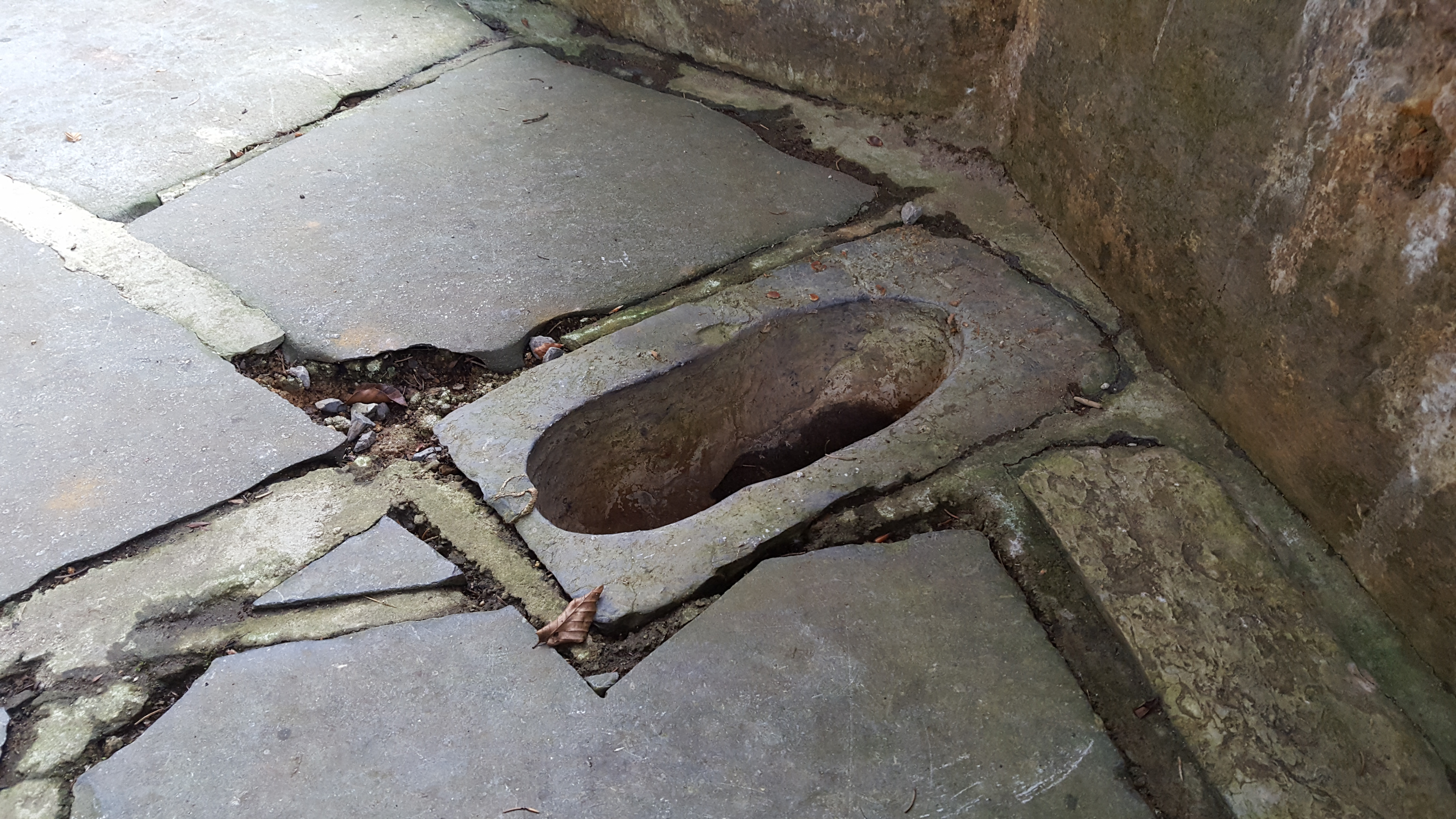
L'empreinte de Saint Remacle.

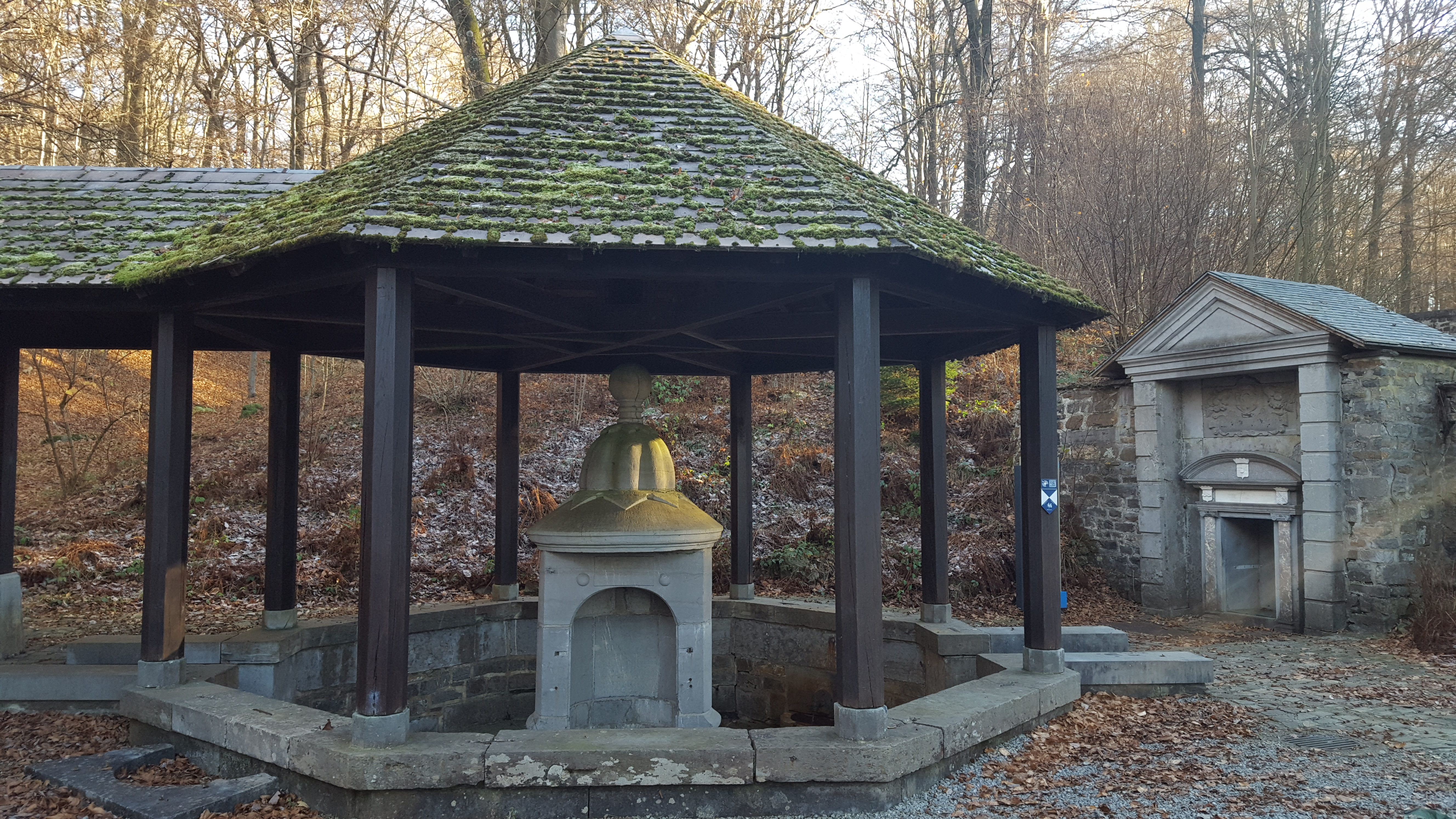
La source de la Sauvenière (à gauche) et la source de Groesbeek (à droite).

La source de la Sauvenière est une source de la commune et ville de Spa située dans les Ardennes belges. Elle est considérée comme l'une des plus anciennes sources de Spa.

## Situation
La source et la fontaine de la Sauvenière se situent à proximité immédiate de la route nationale 62 Spa-Francorchamps appelée localement rue de la Sauvenière. Elles se trouvent en dessous de l'aérodrome de Spa-La Sauvenière et de la fagne de Malchamps. La source de Groesbeek jaillit à quelques mètres de celle de la Sauvenière.

## Histoire
Au cours du VIIe siècle, cette source est déjà connue et la légende veut qu'elle ait été découverte par Saint Remacle. La présumée empreinte de la sandale du saint figure toujours dans une pierre près de la source. Selon la croyance, des propriétés concernant la fertilité sont attribuées à la source en buvant l'eau et en plaçant le pied dans l'empreinte de la sandale.
En 1651, le baron de Groesbeek construit une petite structure pour protéger la deuxième source à cet endroit, la source Groesbeek. À cause d'un tremblement de terre en 1692, la source de la Sauvenière était presque tarie au profit de la source Groesbeek  mais elle fut récupérée après quelques travaux.
La fontaine est reprise sur la liste du patrimoine immobilier classé de Spa depuis 1980.